# Operação Panzerfaust

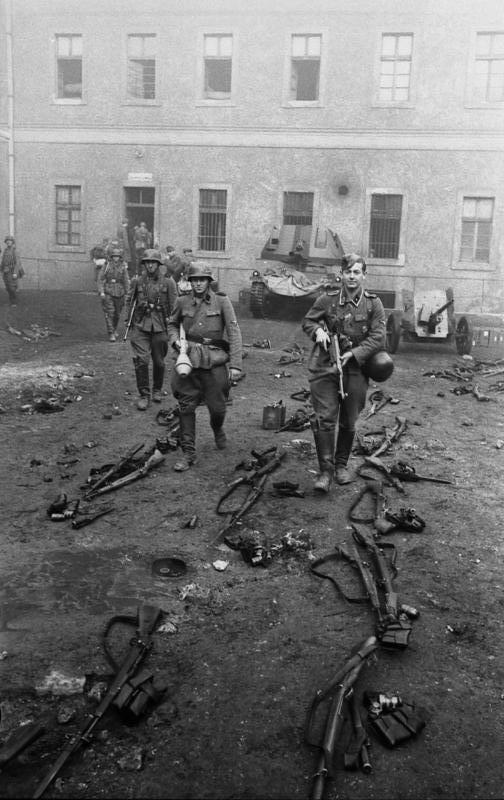
Soldados da SS da 22.ª Divisão de Voluntários de Cavalaria Maria Theresia analisam as armas capturadas encontradas no pátio do Castelo de Buda.

Operação Panzerfaust (Unternehmen Panzerfaust), foi uma operação militar para manter o Reino da Hungria no lado da Alemanha nazista na Segunda Guerra Mundial, conduzido em outubro de 1944 pela Wehrmacht alemã. Quando o ditador alemão Adolf Hitler recebeu a palavra de que o Regente da Hungria, o almirante Miklós Horthy, estava negociando secretamente a entrega do país ao Exército Vermelho avançado, ele enviou o líder do comando Otto Skorzeny da Waffen-SS e o ex-comandante das forças especiais, Adrian von Fölkersam, para a Hungria. Hitler temia que a rendição da Hungria expusesse seu flanco sul, onde o Reino da Romênia acabara de se juntar aos soviéticos e cortou um milhão de tropas alemãs ainda lutando contra o avanço soviético na península dos Balcãs. A operação foi precedida pela Operação Margarethe em março de 1944, que era a ocupação da Hungria pelas forças alemãs, visto que Hitler esperava garantir o lugar da Hungria nas Potências do Eixo. Com o auxílio destas operações militares na Hungria, os nazistas orquestraram um golpe de Estado em Budapeste, impondo um governo fantoche encabeçado pelo movimento fascista húngaro Cruz Flechada. A ascensão do Partido da Cruz Flechada ao poder é referida na história da Hungria como nyilas puccs ("Golpe da Cruz Flechada").